# فایزه احمد
فایزه احمد (زاده ۵ دسامبر ۱۹۳۰ - درگذشته ۲۱ سپتامبر ۱۹۸۳) خواننده سوری - مصری جهان عرب بود. فایزه از پدری سوریه‌ای و مادری لبنانی در صیدا لبنان متولد شد. او در سال ۱۹۸۳ وقتی در قاهره ساکن بود بر اثر سرطان درگذشت. او سابقه بازی در شش فیلم سینمایی را دارد.